# Bothropoma
Bothropoma is een geslacht van weekdieren uit de klasse van de Gastropoda (slakken).

## Soorten
- Bothropoma bellulum (H. Adams, 1873)
- Bothropoma decoratum Thiele, 1930
- Bothropoma isseli Thiele, 1924
- Bothropoma mediocarinatum Reich & Wesselingh, 2014 †
- Bothropoma mundum (H. Adams, 1873)
- Bothropoma pilula (Dunker, 1860)
- Bothropoma ponsonbyi (G. B. Sowerby III, 1897)
- Bothropoma rhysopoma (Barnard, 1964)